# Paul Goma
Paul Goma, född 2 oktober 1935 i Mana i Bessarabien i kungariket Rumänien (numera i Moldavien), död 25 mars 2020 i Paris av Covid-19, var en rumänsk författare som var en framträdande dissident under kommunisttiden. Han satt fängslad flera gånger för sina åsikter innan han flyttade till Frankrike, där han under många år formellt sett var statslös. Hans författarskap utgörs av romaner, självbiografier och dagböcker. Under 2000-talet blev han anklagad för att vara antisemit på grund av en skildring av motsättningar mellan rumäner och judar under andra världskriget. År 2013 blev han moldavisk medborgare. En av Gomas böcker finns på svenska, Gherla - min ungdoms straff, om hans tid som politisk fånge i Gherlafängelset.

## Levnad

### Rumänien
Paul Goma föddes i byn Mana i Bessarabien. Hans föräldrar var lärare. Under den sovjetiska ockupationen av Bessarabien 1940 blev hans far fängslad och deporterad till Sibirien, men kunde återvända till sin familj 1943. Det följande året flyttade familjen flera gånger för att undkomma sovjetmyndigheterna som vill deportera dem. Under en tid levde de gömda i skogen utanför Buia. I januari 1945 blev de upptäckta och satta i ett fångläger, men lyckades förfalska de papper som krävdes för slippa skickas till Sibirien. Föräldrarna fängslades igen 1949 och blev utsatta för våldsamma förhör. År 1952 blev Goma, som då var gymnasieelev, utfrågad av säkerhetstjänsten om varför han förde en hemlig dagbok som var skriven i kod.
Goma började studera litteratur vid Bukarests universitet 1954. Vid en offentlig tillställning hösten 1956 läste han ett utdrag ur en roman han hade skrivit, som handlade om en ung man som protesterar mot de kommunistiska myndigheterna. Detta skedde strax efter Ungernrevolten, som hade lett till skärpta säkerhetsåtgärder från myndigheternas sida, och Goma blev dömd till ett tvåårigt fängelsestraff för sitt framförande. Goma avtjänade straffet vid fängelserna i Gherla och Jilava, följt av fem år i husarrest. Han återupptog studierna 1965. Han försökte få sin första roman utgiven i Rumänien 1966, men misslyckades och skickade den istället till Frankrike och Tyskland, där den gavs ut i översättning. Han gick med i Rumänska kommunistpartiet 1968 för att uttrycka sitt stöd för regeringens kritiska inställning till Warszawapaktens invasion av Tjeckoslovakien 1968. Goma fortsatte att bli utgiven i utlandet och gjorde egna inläsningar av sin bok Gherla - min ungdoms straff som spelades upp i Radio Free Europe. I januari 1977 gav han i en av Radio Free Europes sändningar sitt fulla stöd till de tjeckoslovakiska medborgare som hade undertecknat Charta 77, något som då var unikt för en rumän att göra inifrån det egna landet. Detta ledde till att han blev fängslad och torterad av säkerhetstjänsten, men den internationella uppmärksamheten gjorde att myndigheterna släppte honom fri.

### Frankrike
I november 1977 flyttade Goma till Frankrike som politisk flykting. Året därpå drog de rumänska myndigheterna in hans rumänska medborgarskap. Eftersom han avstod från att ansöka om franskt medborgarskap räknades han ofta som statslös. År 1982 skickade den rumänska hemliga polisen Securitate en agent till Frankrike för att mörda Goma. Agenten vände sig dock till den franska underrättelsetjänsten Direction de la surveillance du territoire. Tillsammans med Goma iscensatte de ett misslyckat mordförsök, där den rumänske agenten under ett restaurangbesök hällde gift i Gomas glas, som en fransk agent sedan välte ut genom att låtsas vara en klumpig restauranggäst.
Efter rumänska revolutionen 1989 började Gomas böcker ges ut i Rumänien och han själv började skriva polemiska artiklar i rumänska tidningar. Med detta medförde att hans anseende som författare började sjunka, då han inte längre hade samma symbolvärde för det antikommunistiska etablissemanget. Han blev anklagad för att vara fåfäng när han gav ut flera omfattande volymer av sina dagböcker.
Under 2000-talet blev Goma anklagad av judiska och israeliska grupper för att vara antisemit. I en artikel från 2002 i tidskriften Vatra, och i boken Săptămâna roșie: 28 iunie – 3 iulie sau Basarabia și Evreii från 2003, tog Goma upp massakern i Dorohoi, där den rumänska militären år 1940 dödade 53 judar. Goma beskrev motivet till dödandet som hämndbegär efter massmordet på rumäner under evakueringen av Bessarabien, där judar, ukrainare och andra minoritetsgrupper hade deltagit. Gomas skildring avvek därmed från den historieskrivning som framlagts av en statlig kommission, som inte räknar Dorohoimassakern som en enskild händelse utan som en del av Förintelsen, och Goma blev till följd av detta anklagad för att vara förintelseförnekare. Marco Maximillian Katz, chef för Centret för bevakning och bekämpning av antisemitism i Rumänien, anklagade i en rapport Goma för att anse att Förintelsen berodde på judarna själva. I samma rapport avhandlade Katz även Gomas syn på Israel–Palestina-konflikten. Han skrev att "Goma beskyller det israeliska folket för att vara förbrytarna i deras behandling av palestinierna". Katz avslutade: "Jag tror inte att det finns, i den efterkommunistiska kulturelitens produktion, några skrifter som kan jämföras med denne forne dissidents outtröttliga hat." Goma, vars hustru är judisk, svarade att anklagelserna var ohederliga och liknade de argument som Securitate hade använt mot honom på 1980-talet.

### Moldavien
Våren 2013 meddelade Goma att han ämnade lämna Frankrike och flytta till Moldaviens huvudstad Chișinău, för att där tillträda som chef för Centret för studier av kommunismen. Samma år utsåg Moldaviska författarförbundet Goma till sin officiella kandidat till Nobelpriset i litteratur. Han erhöll moldaviskt medborgarskap 28 juni 2013.

## Författarskap
Det mesta som Goma har skrivit var självbiografiskt i en eller annan form. Hans romaner och hans rena självbiografiska verk var skrivna i en likartad stil, och han har själv hävdat att även romanerna ligger mycket nära verkligheten. Återkommande grepp var bland annat inre monologer och skiften mellan dröm och verklighet. Hans dialoger innehöll ofta dialektala inslag och medvetna språkfel. Han har skrivit flera böcker om sin barndom i Bessarabien.

## Bearbetningar
Regissören Mircea Daneliuc har filmatiserat Gomas roman Patimile după Pitești under titeln A unsprezecea poruncă. Filmen hade premiär 1991.